# Daniel Smethurst
 Daniel Smethurst  nacido el 13 de octubre de 1990 es un tenista profesional de Reino Unido.

## Carrera
Su ranking individual más alto logrado en el ranking mundial ATP, fue el n.º 234 el 23 de junio de 2014. Mientras que en dobles alcanzó el puesto n.º 159 el 28 de julio de 2014.
Hasta el momento ha obtenido 3 títulos de la categoría ATP Challenger Series, en la modalidad de dobles.

### 2014
En el mes de marzo ganó su segundo título Challenger, otra vez en dobles y otra vez junto a su compatriota Edward Corrie. Ganaron el Challenger de Rimouski 2014 derrotando en la final a la pareja belga formada por Germain Gigounon y Olivier Rochus por 6-2 y 6-1.
El 20 de julio ganó su tercer título cuando obtuvo el Challenger de Binghamton en Estados Unidos. Junto a su compatriota Daniel Cox derrotaron en la final a Marius Copil y Sergiy Stakhovsky por 6-73, 6-2, 10-6.

## Títulos; 3 (0 + 3)
| Leyenda                        | Individuales | Dobles |
| ------------------------------ | ------------ | ------ |
| Grand Slam (tenis)\|Grand Slam | 0            | 0      |
| ATP World Tour Finals          | 0            | 0      |
| ATP World Tour Masters 1000    | 0            | 0      |
| ATP World Tour 500 Series      | 0            | 0      |
| ATP World Tour 250 Series      | 0            | 0      |
| ATP Challenger Series          | 0            | 3      |

### Dobles
| N.º | Fecha      | Torneo                   | Superficie | Compañero     | Oponentes en la final           | Resultado         |
| --- | ---------- | ------------------------ | ---------- | ------------- | ------------------------------- | ----------------- |
| 1.  | 16.11.2013 | Challenger de Champaign  | Dura (i)   | Edward Corrie | Austin Krajicek Tennys Sandgren | 7:65, 0:6, [10:7] |
| 2.  | 22.03.2014 | Challenger de Rimouski   | Dura (i)   | Edward Corrie | Germain Gigounon Olivier Rochus | 6:2, 6:1          |
| 3.  | 20.07.2014 | Challenger de Binghamton | Dura       | Daniel Cox    | Marius Copil Sergiy Stakhovsky  | 6-73, 6-2, 10-6   |